# Méthylglyoxal
Le méthylglyoxal, également appelé pyruvaldéhyde et 2-oxopropanal, est un composé chimique de formule CH3–CO–CHO. Il s'agit de l'aldéhyde de l'acide pyruvique. Il possède deux groupes carbonyle C=O, l'un formant une fonction cétone et l'autre une fonction aldéhyde.
Le méthylglyoxal apparaît comme sous-produit de diverses voies métaboliques. Il peut dériver de l'aminoacétone H2N–CH2–CO–CH3, qui est un métabolite de la dégradation de la thréonine, ainsi que de la peroxydation des lipides. Mais la principale source de méthylglyoxal reste la glycolyse, où il se forme par clivage non enzymatique d'un groupe phosphate du glycéraldéhyde-3-phosphate et de la dihydroxyacétone phosphate. Il est présent dans de nombreux produits naturels, tels que le café.
Le méthylglyoxal étant fortement cytotoxique, l'organisme a développé plusieurs mécanismes de détoxication. L'un d'entre eux est le système glyoxalase. Le méthylglyoxal réagit avec le glutathion pour donner un hémithioacétal, converti en (R)-S-lactoylglutathion par la lactoylglutathion lyase (glyoxalase I), à son tour converti en D-lactate par l'hydroxyacylglutathion hydrolase (glyoxalase II).
L'un des effets du méthylglyoxal est d'accroître la sensation de douleur en se liant directement aux nerfs, ce qui provoque une hyperalgésie dans le cas d'une neuropathie diabétique.

## Sources notables
Le méthylglyoxal est un composant de certaines variétés de miel, y compris le miel de manuka ; il semble avoir un effet antibiotique contre E. coli et S. aureus et pourrait prévenir la formation de biofilms constitués par P. aeruginosa.
On en trouve des taux élevés notamment dans la plupart des boissons de type colas.